# Villa Najork

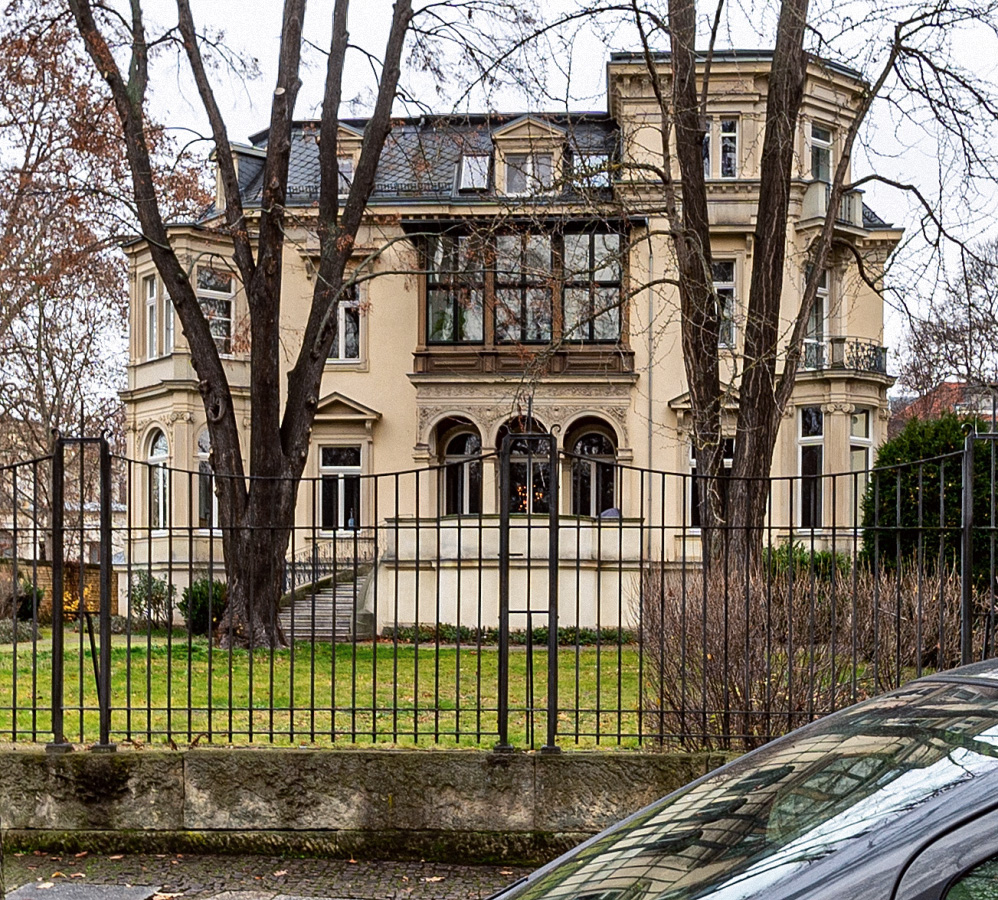
Villa Najork, 2020

Die Villa Najork ist ein historisches Gebäude im Leipziger Bachviertel, welches unter Denkmalschutz steht. Es befindet sich in der Ferdinand-Lassalle-Straße 22 im Stadtbezirk Mitte, Ortsteil Zentrum-West, nordwestlich am Clara-Zetkin-Park angrenzend. Mehrere Persönlichkeiten Leipzigs besaßen oder bewohnten die Villa.

## Geschichte
Die spätklassizistische Villa wurde 1881/1882 in der damaligen Bismarckstraße 22 nach den Plänen des Dresdener Baumeisters Adam Mirus für den aus Breslau stammenden Industriellen Gustav Najork (1840–1895), der 1868 nach Leipzig kam und 1872 in Plagwitz eine große Fabrik für Chromopapier und -kartonagen erbaute, errichtet.
1922 erwarb der Arzt und Künstler Raphael Chamizer die Villa für seine Familie als Wohnsitz, er nutzte den Wintergarten an der Rückseite des Hauses auch als Atelier. Von 1930 bis 1938 besaß der Bankier Hans Kroch das Haus, ohne allerdings selbst dort zu wohnen. Kroch plante 1935 einen Abriss und die Neubebauung des Grundstücks durch dreigeschossige Wohnhäuser, dieses Vorhaben wurde nicht umgesetzt. Im Rahmen der sogenannten Arisierung, der Enteignung jüdischer Bevölkerung, ging das Gebäude in den Besitz der Stadt Leipzig über.
1940 baute die Stadt das Haus um und aus, um darin das Alumnat des neuen Musischen Gymnasiums unterzubringen. Ein Jahr später bezogen Schüler und Lehrer der Bildungseinrichtung sowie Hausangestellte die Villa und verblieben dort bis 1945. Dem ehemaligen Musikalischen Leiter des Gymnasiums und Thomaskantor Günther Ramin wurde im September 1945 im Obergeschoss des Hauses eine Wohnung zugeteilt, er bewohnte diese bis zu seinem Tod 1956.
Seit 2009 hat in der sanierten und erweiterten Villa Najork u. a. eine Anwaltskanzlei ihren Sitz, regelmäßig finden dort Kunstausstellungen statt.
Im November 2023 wurde an der Einfriedung des Grundstücks eine Gedenktafel zu Ehren Günther Ramins enthüllt, was Kritik in Hinblick auf den Umgang der Stadt Leipzig mit der eigenen jüdischen Erinnerungskultur hervorrief.

## Architektur und Ausstattung
Die Villa Najork wurde im Stil des Historismus erbaut. Der Bau hat zwei Geschosse mit einem Dach mit Mansardenfunktion. An der Südostecke des Gebäudes gibt es eine turmartige Überhöhung, die bis zum Dachfirst reicht. Die Fassade ist durch einen großen hervorstehenden und auf durchgehendem Mauerwerk gefertigten Söller und einen darüber liegenden in Holz gefassten Erker gekennzeichnet.
An der Nordseite des Hauses existierte bis 1940 ein Wintergarten. An diesem wurde 1898 nach Plänen des Leipziger Architekturbüros Schmidt & Johlige ein Gartenpavillon mit einem davor liegenden Ziergarten errichtet. Raphael Chamizer erweiterte nach seinem Einzug seitlich die Villa um einen kleinen zweigeschossigen Anbau.
1940 erfolgten umfangreiche Änderungen am Bau, für das Musische Gymnasium entstanden im Erdgeschoss ein Speisesaal sowie zwei Klassenräume, im Obergeschoss und unter dem Dach u. a. Unterbringungsmöglichkeiten für Schüler und Lehrer. Vom ursprünglichen Interieur sind trotzdem noch zahlreiche Details erhalten, dazu zählen Holzdecken und -türen, Paneele, Treppen und Fragmente von Ausmalungen.
In der zweiten Hälfte der 1990er Jahre entstand an der Stelle, an der sich zunächst der Wintergarten und später eine Terrasse befand, ein Verbindungsbau zwischen dem Hauptgebäude und dem Gartenpavillon.